# 米基·謝里爾
麗貝卡·米歇爾·謝里爾 "米基" 謝里爾（/ˈmaɪki/ MY-kee；1972年1月19日—）是美國政治家、律師、前海軍軍官和前聯邦檢察官自2019年起擔任新澤西州第11選區美國眾議員。該選區包括紐約市以西的大片郊區和遠郊地區。謝里爾是民主黨人，於2018年11月6日當選。 她在2020中以略微微弱的優勢當選連任，並在2022年的選區重劃中劃分更加友好的選區，並於2022年和2024年新澤西州聯邦眾議員選舉#第 11 選區以更大優勢獲得連任。她是2025年新澤西州州長選舉中新澤西州州長的民主黨候選人，對手共和黨的傑克·恰塔雷利。